# Paulo César Poersch
Paulo César Poersch (né le 16 juin 1977) est un athlète brésilien, spécialiste du sprint.
Ses meilleurs résultats sont :
- sur 100 m, de 10 s 25 à Americana le 22 mai 1999,
- sur 200 m, de 20 s 71 le même jour dans la même ville.